# Rubus jacens
Rubus jacens är en rosväxtart som beskrevs av Blanchard. Rubus jacens ingår i släktet rubusar, och familjen rosväxter. Inga underarter finns listade i Catalogue of Life.